# パランティーア
パランティーア（palantír、複数形: palantíri、パランティーリ）は、J・R・R・トールキンの『指輪物語』などの創作に登場する物品である。パランティアとも。クウェンヤで「遠くから見張るもの」の意であり、別名は見る石（seeing stone）。
石の表面に映像を映し出し、思念を伝えることによってパランティーア同士は通信することができる。また、単独でも距離的、時間的に離れた事物を映し、精神集中することによりその焦点をある程度制御することができる。

## 起源
パランティーアは、アマンでフェアノールの手によって作られた。第二紀にヌーメノールがヴァラールから離反し、エルダールの訪問が不可能になった時代に、なおもヴァラールに忠実な者たちへの慰めにと、アンドゥーニエの領主アマンディルに七つの石が贈られた。贈られた七つのほかにもパランティーアは存在し、親石がトル・エレッセアのアヴァルローネの塔に置かれていたというが、以降の中つ国の歴史には七つの石しか登場しない。
アマンディルの子エレンディルとその一党はヌーメノールの水没の際に滅亡を逃れたが、パランティーアは彼らによって中つ国にもたらされた。エレンディルがアルノールを、その子イシルドゥアとアナーリオンがゴンドールを建国するにあたり、アルノールに三つ、ゴンドールに四つの石がそれぞれ王国の要所に配置された。
アルノール、ゴンドール両王国の支配者はパランティーアを連絡、監視のために使い、大きな利益を得たが、石は徐々に失われ、使用されることもなくなっていった。

## 形状
パランティーアは球形で、稼動していない状態では黒い水晶の玉のように見える。大きさはさまざまで、小さい石（オルサンクやアノールの石など）は直径30センチほどだったが、オスギリアスやアモン・スールの石はさらに大きかった。パランティーアは通常の力では破壊不可能で、例えばオルサンクの塔から投げ落とされても、全く傷つかなかった。さらに強い力（例えばオロドルインの高熱など）なら破壊可能だといわれることもある。

## 使用
パランティーアには全く目印が無いが、方向があり、使用するには上下を合わせることが必要である。使用においては、ある程度の精神集中が必要であり、細部を拡大するなどすれば、さらに激しい疲労をともなう。アルノールやゴンドールで正しく運用されていたころには、石にはそれぞれ番人がついて、定時、または命じられるごとに石を使用していたが、より高位の者が直接使用することもあった。パランティーアは見ることしかできず、音声を送ったり、受け取ったりすることはできない。音声のかわりとして、双方の意思の使用者が望むことにより、思考を送り、また受け取ることができるが、望まない相手の心を読むことはできない。親石とそうでない石との間には力の差があり、例えばオスギリアスの石は、他の石の通信を傍受することができた。
パランティーアの視界を物理的な遮蔽によって遮断することはできないが、暗闇の中のものを見ることはできない。また、パランティーアの視界を遮断するための特別な技術が存在し、特定の物や地域に対して、パランティーアの焦点を合わせることを不可能にすることができた。

## それぞれの石の運命

### アルノールの石

#### アモン・スールの石
北方における親石であった。アルノールが分裂したカルドランとルダウアの二国はこの石のために、アモン・スール（風見が丘）周辺の帰属を争い続けた。アングマールにアルセダイン、カルドランの連合軍が敗れ、アモン・スールが攻略された際にアルセダインの首都フォルンオストに移された。
アングマールがフォルンオストを攻略した際、アルセダイン王アルヴェドゥイは石を持ち逃走したが、アルヴェドゥイの船は沈没し、石は海中に没した。

#### アンヌーミナスの石
アルノールが分裂した後は、アルセダインによって保持されていた。アルセダインの滅亡の際には、アモン・スールの石と共に海中に没した。

#### エミン・ベライドの石
エミン・ベライドの石は、他の石と呼応することはなく、エミン・ベライド（塔山丘陵）の塔に置かれて常に西を向いていた。エレンディルは、消え去ったヌーメノールやエレッセアをみるためにこれを設置した。指輪戦争後、エルロンドが西へ去る際に持ち去った。

### ゴンドールの石

#### オスギリアスの石
南方における親石であった。ゴンドールの王位争いの中、第三紀1437年のオスギリアス炎上の際にアンドゥインに失われた。

#### イシルの石
ミナス・イシルに設置されていた。第三紀2002年ミナス・イシルが陥落した際、救出も破壊もされず、サウロンが獲得して以後は自身で使用した。指輪戦争後、モルドールで発見されず、失われた。

#### アノールの石
ミナス・アノールに設置されていた。ミナス・イシルが陥落した後、イシルの石が悪用されることを恐れ、デネソールが禁を破るまではずっと使用が避けられていた。指輪戦争後は、石は残ったが使用不能になった。

#### オルサンクの石
オルサンクはサルマンが執政ベレンから鍵を預かり入るまで、長らく無人であった。サルマンは執政の許可無く秘密裏に石を使用し、イシルの石を持つサウロンに支配されることとなった。指輪戦争中オルサンクを離れ、アラゴルンが保持した。
指輪戦争後、唯一使用可能な石として残り、オルサンクに戻された。

## 指輪戦争における役割
指輪戦争の時点において使用可能であった石は、（エミン・ベライドの石をのぞけば）オルサンク、イシル、アノールの石である。それぞれ、サルマン、サウロン、デネソールが使用した。この中で石の「正当な使用者」はデネソールのみである。元々一般に知られた物品でなく、さらにオルサンク、アノールの両方の石とも公には長い間使われていなかったので、ほとんどの人間には存在が知られず、サルマン以外の賢者も存在やイシルの石がサウロンに奪われている可能性があることは知っていたものの、その重要性を過小評価していた。
サルマンとサウロンは、それぞれの石を使用して連絡を取っていた。一例として、パルス・ガレンにおいて、指輪の仲間に対し、アイゼンガルドとモルドールの軍勢が合同で襲撃した。
角笛城の合戦のあと、グリマがオルサンクの塔から投げ落としたことにより、オルサンクの石はガンダルフが回収することとなったが、石に魅入られたペレグリン・トゥックが先駆けて石を（偶然正しく設置して）覗き、意図せずイシルの石と通信した。しかし、イシルの石の使用者であるサウロンは状況を正しく判断することができず、短時間でペレグリンを解放したため、ほとんど情報を得ることができなかった。ガンダルフは石がパランティーアであること、サルマンとサウロンがこれによって連絡していたことを悟り、アノールの石で同様にゴンドールの執政デネソールがサウロンに支配されていないか疑念を抱き、オルサンクの石をアラゴルンに預けてミナス・ティリスへ向かった。
アラゴルンは預けられたオルサンクの石を使い、サウロンの焦りを誘うために、イシルの石に向けて、これまで隠してきた自身の存在を明らかにし、挑戦した。同時にオルサンクの石によって、ゴンドールが南からも襲撃されることを知り、北方の野伏と共に死者の道を通り救援に向かった。
ゴンドールの執政デネソールは度々アノールの石を使用していた。その用途は通信ではなく、ゴンドールや周辺における情報収集であったが、イシルの石を持ったサウロンと対峙することもあった。パランティーアは王または王から任じられた使用者によく従う性質を持っていたため、ゴンドール王の代行者たる執政であるデネソールはサルマンのようにサウロンに支配されることはなかったが、サウロンとの対峙は、通常の使用における緊張とは別に多大な精神的疲労を伴い、さらにサウロンはデネソールが見るものをある程度誘導することができた。デネソールは強い精神によって石の使用による精神的負担に耐えていたが、やがては心を消耗させていった。
ペレンノール野の合戦において、息子のファラミアが重傷を負ったことで動揺した状態で石を覗いたデネソールは得た情報を誤って解釈することによって絶望し狂気に陥った。デネソールはアノールの石を持ったまま焼身自殺し、以後、アノールの石にはデネソールの焼けた手しか映らなくなってしまった。